# Bakelite
Bakelite (/ˈbeɪkəlaɪt/ BAY-kə-lyte; đôi khi viết thành Baekelite) hoặc polyoxybenzylmethylenglycolanhydride là chất dẻo đầu tiên được làm từ các thành phần tổng hợp. Nó là một loại chất dẻo phenol formaldehyd nhiệt, được hình thành từ phản ứng ngưng tụ của phenol với formaldehyd. Nó được nhà hóa học người Mỹ gốc Bỉ Leo Baekeland ở Yonkers, New York,  chế tạo vào năm 1907.
Bakelite được cấp bằng sáng chế vào ngày 7 tháng 12 năm 1909. Việc tạo ra một loại nhựa tổng hợp là một cuộc cách mạng cho tính chất không dẫn điện và chịu nhiệt trong chất cách điện, vỏ radio và điện thoại và các sản phẩm đa dạng như đồ dùng nhà bếp, đồ trang sức, thân ống, đồ chơi trẻ em và súng đạn.
Trong những năm gần đây, sự hấp dẫn "retro" của các sản phẩm Bakelite cũ đã khiến chúng trở thành hàng sưu tập.
Bakelite được Hiệp hội Hóa học Hoa Kỳ chỉ định là Mốc hóa học lịch sử quốc gia vào ngày 9 tháng 11 năm 1993 để công nhận tầm quan trọng của nó như là nhựa tổng hợp đầu tiên trên thế giới.